# Giáo hoàng Gioan II
Gioan II (Tiếng Latinh: Joannes II) là người kế nhiệm Giáo hoàng Boniface II và là vị Giáo hoàng thứ 56 của Giáo hội Công giáo. Theo niên giám tòa thánh năm 1806 thì ông đắc cử Giáo hoàng vào năm 532 và ở ngôi trong 2 năm 4 tháng vài ngày. Niên giám tòa thánh năm 2003 xác định triều đại của ông kéo dài từ ngày 2 tháng 1 năm 533 cho tới ngày 8 tháng 5 năm 535.
Ông là con trai của Projectus, sinh tại Rôma với tên khai sinh là Mercurius và là một linh mục của nhà thờ Basilica di San Clemante trên đồi Caelian. Ông đã được bầu làm Giáo hoàng vào đầu năm 533. Nhà thờ Basilica St Clement vẫn còn lưu giữ một vài kỷ vật của "Johannes surnamed Mercurius". Dấu tích của Mercurius đã được tìm thấy trên một vài mảnh vỡ của một bình thánh cổ và một vài mảnh của một phiến đá ở hàng rào dành cho ca đoàn với phong cách của thế kỷ thứ VI, có chữ lồng mang tên Johannes.
Truyền thống cho rằng ông là vị Giáo hoàng đầu tiên đã đổi tên riêng của mình Mercurius, tên của thần dân ngoại, sang tên hiệu Joannes. Kể từ đây khi đăng toà, các Giáo hoàng đều đổi tên, lấy tên một tông đồ, một đấng thánh hoặc một vị tiền nhiệm vinh quang, điều này nói lên tính cách đặc biệt của giám mục Roma. John II chống lại hình thức buôn thần bán thánh trong việc bầu chọn các giám cũng như những huệ luỵ tiêu cực của nó trong việc bầu chọn Giáo hoàng.
Bất chấp chiếu chỉ của vua Atalaric, Giáo hoàng vẫn được nhìn nhận là thủ lĩnh của các giám mục trên toàn thế giới. Giáo hoàng John II mất vào ngày 8 tháng 5 năm 535 và được mai táng tại vương cung thánh đường thánh Phêrô.